# 마쓰오 쇼고
마쓰오 쇼고(일본어: 松尾 昇悟, 1987년 7월 28일 ~ )는 일본의 전 축구 선수이다.

## 구단 경력
과거 AC 나가노 파르세이루, FC 류큐에서 활동하였다.